# Plesionika grahami
Plesionika grahami is een garnalensoort uit de familie van de Pandalidae. De wetenschappelijke naam van de soort is voor het eerst geldig gepubliceerd in 1987 door Kensley, Tranter & Griffin.